# Кронах (приток Вайсер-Майна)
Кронах (нем. Kronach) — река в Германии, протекает по земле Бавария. Длина реки составляет 14,32 км, площадь водосбора — 40,93 км².
Начинается в местечке Варменштайнах. Течёт сперва по лесной местности, затем через город Гольдкронах и близ нескольких других населённых пунктов. Впадает около городка Химмелькрон слева в Вайсер-Майн.